# Wedge Tomb von Magheranaul

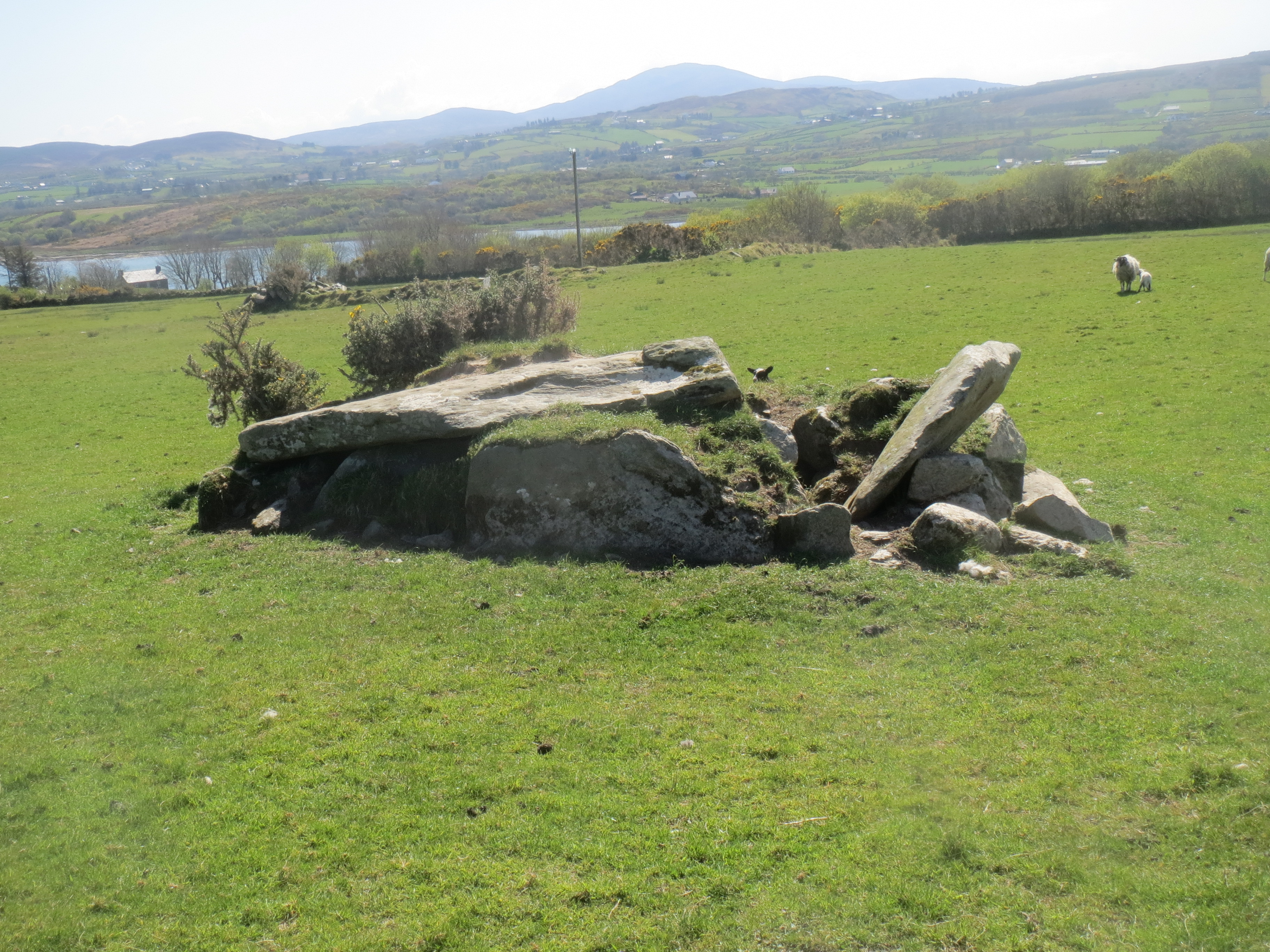
Wedge Tomb von Magheranaul

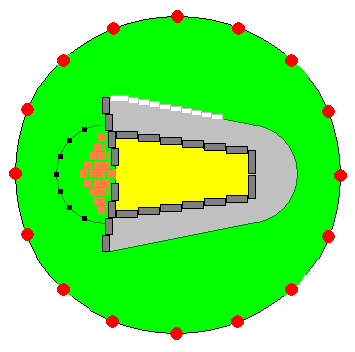
Prinzipskizze Wedge Tomb am Beispiel von Island

Das Wedge Tomb von Magheranaul (auch „The Giant’s House“ genannt) befindet sich auf der Halbinsel Doagh auf Inishowen im Townland Magheranaul (irisch Machaire Náile) im County Donegal. Es ist das nördlichste Wedge Tomb auf der irischen Insel und liegt etwa 100 nördlich einer Nebenstraße auf einer Weide. Wedge Tombs (deutsch „Keilgräber“), früher auch „wedge-shaped gallery grave“ genannt, sind ganglose, mehrheitlich ungegliederte Megalithbauten der späten Jungsteinzeit und der frühen Bronzezeit.
Diese Megalithanlage, von der Größe her, wie viele Anlagen dieses Typs eher passend für einen Zwerg als für einen Riesen, hat einen etwa 2,5 m langen und 1,2 m breiten keilförmigen Deckstein. Er bedeckt einen niedrigen trapezoiden Raum, der durch zwei lange Seitensteine, den Endstein und einen 18 cm starken Türstein begrenzt wird. Der Türstein hat ein Loch von 15 cm Durchmesser, das doppelkonisch, also offensichtlich von beiden Seiten aus in die Platte geschnitten wurde.
Die volkstümliche Überlieferung berichtet: „Wenn es donnerte und blitzte, ging der Riese (das Ungeheuer oder der Zwerg) hinein, steckte seinen Finger durch das Loch und zog die Tür zu“. Es ist unwahrscheinlich, dass es hier eine Vorkammer gab, wie sie ansonsten in der Region verbreitet ist.
In der Nähe befinden sich zahlreiche Felsritzungen auf verschiedenen Aufschlüssen. Die Oberflächen sind mit Cup-and-Ring-Markierungen, parallelen Rillen, radialen Nuten und Kartuschen verziert.